# عبد المالك تمام
إسماعيل محروق (مواليد 1920 بالجزائرالعاصمة – 13 فبراير 1978، سويسرا) سياسي جزائري، شغل منصب وزير المالية بحكومة بومدين الثالثة خلفا لإسماعيل محروق.